# Lalizolle
Lalizolle é uma comuna francesa na região administrativa de Auvérnia-Ródano-Alpes, no departamento Allier. Estende-se por uma área de 23,13 km². Em 2010 a comuna tinha 411 habitantes (densidade: 17,8 hab./km²).